# 松尾一郎
松尾 一郎（まつお いちろう、1967年〈昭和42年〉- ）は、日中問題研究家。「南京大虐殺はウソだ！」（1997年8月構築）ホームページを運営。南京事件検証および関連資料収集者。

## 経歴
福岡県福岡市出身。中央大学中退、陸上自衛隊入隊。除隊後は電気メーカー就職。退職後ODA参加の後、米国へ航空機操縦免許取得のため留学。

## インターネット
- 1997年7月にホームページ「南京大虐殺はウソだ！」を運用開始。
- 1999年12月に「電脳日本の歴史研究会」を運用開始し、「東京裁判」「昭和史の真実」追加運用開始。
- 2016年10月29日に「亜細亜大学教授　東中野修道の本質が理解できる手紙が送られて来た」亜細亜大、東中野修道による学歴詐称疑惑に返答。

## 著書
- 『プロパガンダ戦「南京事件」―秘録写真で見る「南京大虐殺」の真実』光人社、2003年12月。ISBN 978-4769811633。
- 『中国「反日プロパガンダ」写真のウソを暴く：世界を欺く中国のデマ宣伝』Amazon Kindle、2014年8月。

## 論文・論述
- 「ニセ写真のカラクリを暴く」 - 『諸君!』2002年（平成14年）4月号
- 「「南京大虐殺」プロパガンダに終止符を！」 - 『わしズム』2006年（平成18年）夏号
- 「中国のプロパガンダに世界がコントロールされる日」 - 『正論』2007年（平成19年）6月号
- 「写真の罠と戦い続けて」 - 『正論』2012年（平成24年）2月号
- 「映画「南京」の空白の《10分間》映像が物語る中国の大ウソ」」 - 『正論』2014年（平成26年）4月号
- 「貴重画像を一挙公開！写真が証明する「南京大虐殺」宣伝の嘘」 - 『正論』2014年（平成26年）8月号
- 「「世界遺産」南京写真の大ウソ」 - 『正論』2016年（平成28年）7月号
- 「実録映画が証明する ありもしない南京大虐殺」北村稔と共著 - 『Will』2017年（平成29年）5月号